# Кожкевский замок

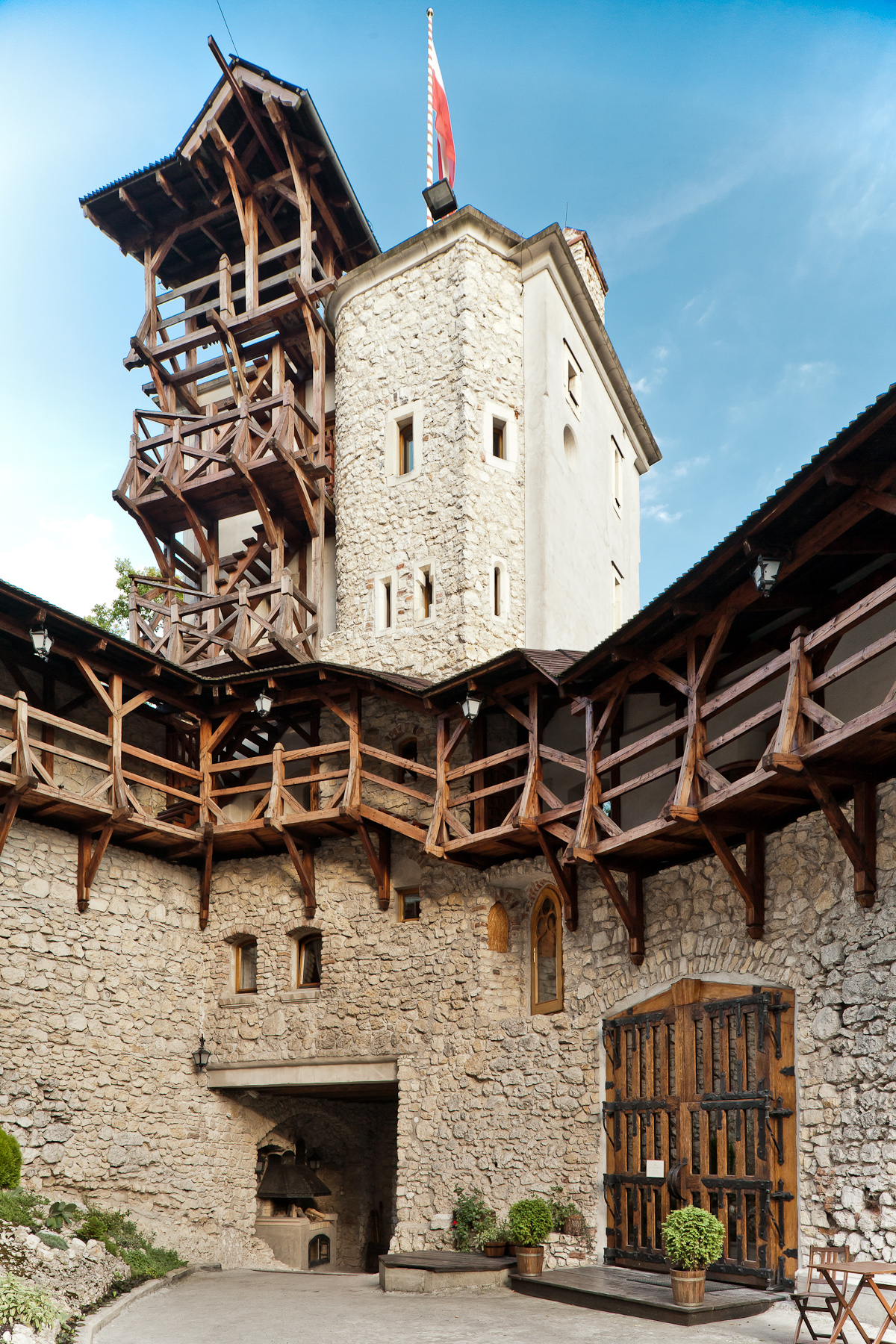

Кожкевский замок (пол. Zamek w Korzkwi) — архитектурный памятник в Польше, который находится в селе Кожкев сельской гмины Зелёнки Краковского повята Малопольского воеводства. Замок внесён в реестр охраняемых памятников Малопольского воеводства.

## История
В 1352 году сандомирский воевода Ян герба Сырокомля купил землю на территории современного села Кожкев и построил на небольшой возвышенности башню, которая кроме фортификационного назначения также использовалась в качестве жилого помещения. Позднее к башне были пристроены другие помещения. Возле замка постепенно формировался будущий Кожкев. К концу XIV века во владение Яна Сырокомли перешли соседние деревни Грембынице, Бялы-Косчул, Гебилтув и Рудна. В XV веке наследники Яна Сырокомли распродали всё своё наследство, в том числе и Кожкевский замок. Следующими владельцами замка были Степан Свентопелк, купец Пётр Крупка, представители шляхетскиех родов Зборовских и Луговских.
В XV—XVII веках замок находился в собственности семья Йорданов. В это время замок неоднократно перестраивался. В конце XVIII века замок перешёл в собственность аристократического рода Водзицких. В конце XIX века замок был заброшен и он постепенно стал разрушаться.
12 марта 1984 года здание было внесено в реестр охраняемых памятников Малопольского воеводства (№ А-486).
В 1997 году замок выкупил краковский архитектор Ежи Доминирский, который его отремонтировал. В настоящее время замок используется в качестве гостиницы.